# Сцимнус пихтовый
Сцимнус пихтовый (лат. Scymnus abietis) — это вид божьих коровок из подсемейства Scymninae. От ближайших видов в своём роде имаго отличается полностью рыжим окрасом, кроме тёмной груди. Длина тела взрослых насекомых 2,2—3 мм. Встречаются на ели, пихте и листовеннице. Встречаются в Евразии от Европы до Дальнего Востока.